# 藍内
藍内（あいない）は、青森県弘前市の地名で、旧中津軽郡相馬村の大字。郵便番号は036-1516。

## 地理
当地を相馬川のほか複数の川が流れ、秋田県との県境に位置する大字のひとつであり、青森県道129号関ケ平五代線の終点でもある。北は相馬、東は湯口・一野渡、秋田県大館市早口、西は沢田に接する。

### 小字
小字として関ケ平・立石・富田がある。

## 沿革
- 1889年（明治22年） - 相馬村の大字になる。
- 1891年（明治24年） - 当時の記録では人口204・戸数33・厩13・学校1であった。
- 1929年（昭和4年） - 相馬尋常小学校藍内分教場開設。
- 1947年（昭和22年） - 藍内分教場から分校に昇格になる。
- 1968年（昭和43年） - 過疎等を理由に分校が閉校。
- 2006年（平成18年） - 弘前市への合併とともに弘前市の大字になる。

## 世帯数と人口
2023年（令和5年）7月1日現在の世帯数と人口は以下の通りである。
| 大字             | 世帯数 | 人口 |
| ---------------- | ------ | ---- |
| 藍内（小字全域） | 19世帯 | 33人 |

## 施設

### 公共
- 大山祗神社
- 藍内町会交流館

## 小・中学校の学区
市立小・中学校に通う場合、学区は以下の通りとなる。
| 大字 | 番地 | 小学校             | 中学校             |
| ---- | ---- | ------------------ | ------------------ |
| 藍内 | 全域 | 弘前市立相馬小学校 | 弘前市立相馬中学校 |

## 交通
- 弘南バス
  - 立石、富田、藍内（弘前 - 相馬・藍内線）停留所。
    - 相馬 - 藍内間は住民参加型路線。